# Ga Quảng Châu
Ga Quảng Châu (chữ Hán giản thể: 广州站; phồn thể: 廣州站) là nhà ga xe lửa chính ở trung tâm Việt Tú, Quảng Châu, Quảng Đông, Cộng hòa Nhân dân Trung Hoa.

## Bên cạnh
Tổng công ty Đường sắt Trung Quốc
- Đường sắt Bắc Kinh - Quảng Châu
- Đường sắt Quảng Châu - Thâm Quyến
- Đường sắt Quảng Châu - Mậu Danh

Tàu điện ngầm Quảng Châu
- Tuyến số 2
- Tuyến số 5